# Montbrun-des-Corbières
Montbrun-des-Corbières (okzitanisch Montbrun de las Corbièras) ist eine Gemeinde mit 340 Einwohnern (Stand 1. Januar 2022) in Frankreich. Sie liegt im Département Aude in der Region Okzitanien. Montbrun-des-Corbières ist Teil des Gemeindeverbandes Communauté de communes Région Lézignanaise, Corbières et Minervois. 
Die Einwohner der Gemeinde heißen Montbrunois.
Ein Teil der landwirtschaftlichen Flächen dient dem Weinbau und die Weinberge liegen innerhalb der geschützten Herkunftsbezeichnung Corbières. 

## Bevölkerungsentwicklung
| Jahr | Einwohner |
| ---- | --------- |
| 1962 | 303       |
| 1968 | 303       |
| 1975 | 266       |
| 1982 | 258       |
| 1990 | 264       |
| 1999 | 293       |
| 2016 | 307       |

## Sehenswürdigkeiten

Kapelle Notre-Dame-de-Colombier

- Kapelle Notre-Dame-de-Colombier